# Argyrolobium trigonelloides
Argyrolobium trigonelloides är en ärtväxtart som beskrevs av Hippolyte François Jaubert och Édouard Spach. Argyrolobium trigonelloides ingår i släktet Argyrolobium och familjen ärtväxter. Inga underarter finns listade i Catalogue of Life.